# Джером Синклер
Джером Синклер (на английски: Jerome Sinclair) е английски футболист, нападател.

## Професионална кариера

### Юношески години
Синклер е забелязан от Уест Бромич Албиън, поканен е на проби и се присъединява към школата им през 2006 г. На 14-годишна възраст е привлечен в школата на Ливърпул.

### Ливърпул
Само на 15 години е повикан в разширения състав на Ливърпул за Лига Европа. На 26 септември 2012 г. дебютира на 16 години и 6 дни при победата на тима над Уест Бромич Албиън с 2:1 в мач за Купата на лигата, като се превръща в най-младия играч на Ливърпул в историята. До края на сезона и през следващата година играе в младежката формация, а през март 2015 г. е даден под кратоскрочен наем на Уигън.
Завръща се в Ливърпул и дебютира във Висшата лига на 13 май 2015 г. при равенството 1:1 с Челси.. През януари 2016 г. вкарва първия си гол за тима при равенството 2:2 с Екзитър за ФА къп.

### Уотфорд
На 21 май 2016 г. преминава като свободен агент в Уотфорд. Дебютира за тима чак на 3 декември 2016 г. срещу Уест Бромич Албиън, а първият си гол бележи в мача от 3 кръг на ФА къп срещу Бъртън. Впоследствие мениджърът на тима Валтер Мадзари заявява, че на Синклер му е нужен повече опит и играчът е отдаден под наем на Бирмингам. През лятото се завръща в Уотфорд, а впоследствие бива отдаван под наем и на Съндърланд, Оксфорд и ВВВ Венло.

### ЦСКА
На 5 октомври 2020 г. е отдаден под наем на ЦСКА заедно със съотборника си Адалберто Пеняранда. Завоюва Купата на България за сезон 2020/21.

### Прекратяване с футбола
През 2022 решава да прекрати кариерата си.

## Национален отбор
Дебютира за националния отбор на Англия до 16 години на 27 октомври 2011 г. и вкарва първия си гол при победата с 4:0 над Уелс.

## Успехи
ЦСКА (София)
- Купа на България (1): 2020/21